# 黄金湖岸历史地区 (芝加哥)
黄金湖岸历史地区（Gold Coast Historic District）是芝加哥近北区的一部分，其大致范围为北大道（North Avenue）、湖滨大道（Lake Shore Drive）、橡树街（Oak Street）和克拉克街 （Clark Street）。
黄金湖岸地区的开发始于芝加哥大火之后。1882年，百万富翁波特·帕尔默从城市南侧的草原大道移居到此。他填平了沼泽（后来成为湖滨大道），兴建了有四十二个房间的城堡般的帕尔默大楼（Palmer Mansion）。芝加哥其他富人也跟着入住该区，使之成为芝加哥最富裕的街区之一。
在1980年代末，黄金湖岸及邻近的Streeterville构成美国第二富裕的街区，仅次于曼哈顿的上东城。今天，该街区混合了豪宅、联排房屋和高层公寓。亮点包括阿斯特街地区（Astor Street District）和詹姆斯·查恩利住宅。
1978年，黄金湖岸历史地区列入了国家史迹名录。  
附近的东湖滨大道地区和部分北 Streeterville 以及近湖的华丽一英里，也有可能被认为是黄金湖岸的一部分（如著名的湖滨大道860-880号公寓周围地区） 市长办公室地图将黄金湖岸向南延伸到西北大学芝加哥校园。
波兰驻芝加哥总领事馆位于北湖滨大道1530号。
- 帕尔默大楼